# Vincenzo Cordova Savini
Pour les articles homonymes, voir Savini.
Vincenzo Cordova Savini, né le 30 novembre 1819 à Aidone et mort le 9 mai 1897 dans la même commune, est une personnalité politique italienne. Il est député dans cinq législatures et sénateur du royaume d'Italie dans la XVIe législature. Il est un neveu de Filippo Cordova par son père Matteo et un cousin par sa mère Antonia (sœur de Maria Giuseppa, mère de l'homme d'État).

## Biographie
Vincenzo Cordova Savini naît en 1819.
Pendant les soulèvements de 1848 qui secouent la Sicile dans la lutte pour la liberté et l'indépendance, le 28 janvier, il est appelé par le Comité général pour la défense et la sécurité publique de la Sicile - un comité insurrectionnel composé de Ruggero Settimo (président), Mariano Stabile (secrétaire général) et de son oncle Filippo Cordova (parmi les dirigeants du groupe central) - comme vice-président du Comité de recrutement de la Garde nationale à Aidone.
En 1860, poussé par Giuseppe La Farina et Salvatore Chindemi à prendre part aux luttes unitaires, il est invité par Rosolino Pilo à rédiger un rapport sur les forces royales existantes à l'intérieur de l'île afin de favoriser l'entrée de Garibaldi à Palerme et dirige en même temps une compagnie de volontaires d'Aidone pour bloquer les mouvements des troupes bourboniennes dirigées par Afan de Rivera à Dragofosso (Aidone).
Il est conseiller de préfecture à Catane (1861), sous-préfet à Acireale (1862, 1870) et à Pallanza.
Il est élu cinq fois de suite au Parlement italien (1870-86) dans la circonscription de Giarre; membre de la Commission permanente d'examen des comptes administratifs et de l'État; sénateur à partir de 1889.
En 1883, il épouse en secondes noces la baronne allemande Anna Wilhelmina Teodora Siebs (Brême), sœur du philologue Théodore. Il meurt le 9 mai 1897 à Villa Val di Casena, près de Aidone (Caltanissetta).
Son activité multiforme de patriote, de révolutionnaire, de député et de sénateur, ainsi que de fonctionnaire dans l'administration des Finances et de l'Intérieur, est récemment illustrée dans le volume publié par Francesco Paolo Giordano, aux éditions Maimone en 2021, intitulé Il senatore Vincenzo Cordova e il suo tempo.

## Curiosités
Dans une lettre adressée à Stanislao Cannizzaro en 1869, Vincenzo Cordova Savini demande un certificat afin d'obtenir la fascetta de 1849. Dans une autre lettre, il affirme que Cavour avait choisi son oncle Filippo), dans un premier temps, comme escorte au Congrès de Paris de 1856, où les effets politiques de la guerre de Crimée ont été établis, mais a ensuite préféré être accompagné par Costantino Nigra.

## Honneurs
- Ordre des Saints-Maurice-et-Lazare
- Ordre de la Couronne d'Italie
- Médaille commémorative de l'Unité italienne

## Écrits
- Gli ultimi conati del borbonismo e mazzinismo in Sicilia, Italia, 1860 (senza firma)
- Discorso funebre in morte di Camillo Benso conte di Cavour: letto il 6 luglio 1861, Catania, Crescenzio Galatola, 1861
- Le vere tradizioni e i veri interessi della Francia dei Napoleonidi. Riflessioni, Catania, Tip. di Crescenzio Galatola, 1863
- La reazione di settembre 1866 ed il bisogno di una chiesa nazionale, Catania, tip. L. Rizzo, 1867 (senza firma)
- Proposta al Consiglio provinciale di Caltanissetta del consigliere cav. Vincenzo Cordova, 1867
- Il macino in Sicilia dal 1564 al 1842. Lettere del deputato V. Cordova, 1872[8]
- Il voto della Camera elettrica nella seduta del 21 marzo 1872 ed i Banchi di Napoli e Sicilia, 1872
- Discorso del deputato Cordova pronunziato alla Camera dei Deputati nella tornata del 27 a 28 marzo 1873 sul progetto di legge proposto dalla Commissione d'inchiesta sulla tassa della macinazione dei cereali, 1873
- Discorso del deputato Cordova pronunziato alla Camera dei Deputati nella discussione sui provvedimenti straordinari di pubblica sicurezza. Tornata dell'11 giugno 1875, 1875
- Discorso del deputato Cordova pronunziato alla Camera dei Deputati nella tornata del 18 gennaio 1877 pei provvedimenti sopra gli abusi dei ministri dei culti nell'esercizio del loro ministero, 1877
- Progetto di legge per la riforma della tassa manicinato proposto e svolto alla Camera legislativa dal deputato Cordova nella tornata del 5 aprile 1878, 1878
- La Sicilia e l'unità italiana: lettera di V. Cordova... al marchese Gioachino Pepoli senatore del Regno, Roma, tip. Eredi Botta, 1879
- Delle famiglie nobili tuttora non estinte e delle città e terre che presero parte al Vespro Siciliano, Virzì (Tip.), 1882
- Filippo Cordova:  i discorsi parlamentari e gli scritti editi ed inediti preceduti dai ricordi della sua vita, voll.4/5, Roma, 1889-1893
- Le origini della città di Aidone e il suo Statuto, Roma, 1890